# دانيال غارسيا رودريغيز
دانيال غارسيا رودريغيز (بالإسبانية: Daniel García Pérez)‏ (من مواليد 21 سبتمبر 1987 في سالامانكا)، الملقب بـ "توتي"، هو لاعب كرة قدم إسباني، يلعب لإيركوليس على سبيل الإعارة من غرناطة، ويلعب في مركز خط وسط مهاجم.

## وصلات خارجية
- دانيال غارسيا رودريغيز على موقع قاعدة بيانات كرة القدم.إي يو (الإنجليزية)
- دانيال غارسيا رودريغيز على موقع Soccerway.com (الإنجليزية)
- دانيال غارسيا رودريغيز على موقع AS.com (الإسبانية)

- BDFutbol profile
- Futbolme profile